# Italochrysa nigrinervis
Italochrysa nigrinervis is een insect uit de familie van de gaasvliegen (Chrysopidae), die tot de orde netvleugeligen (Neuroptera) behoort. 
Italochrysa nigrinervis is voor het eerst wetenschappelijk beschreven door Esben-Petersen in 1917.